# クリスマスマーケット

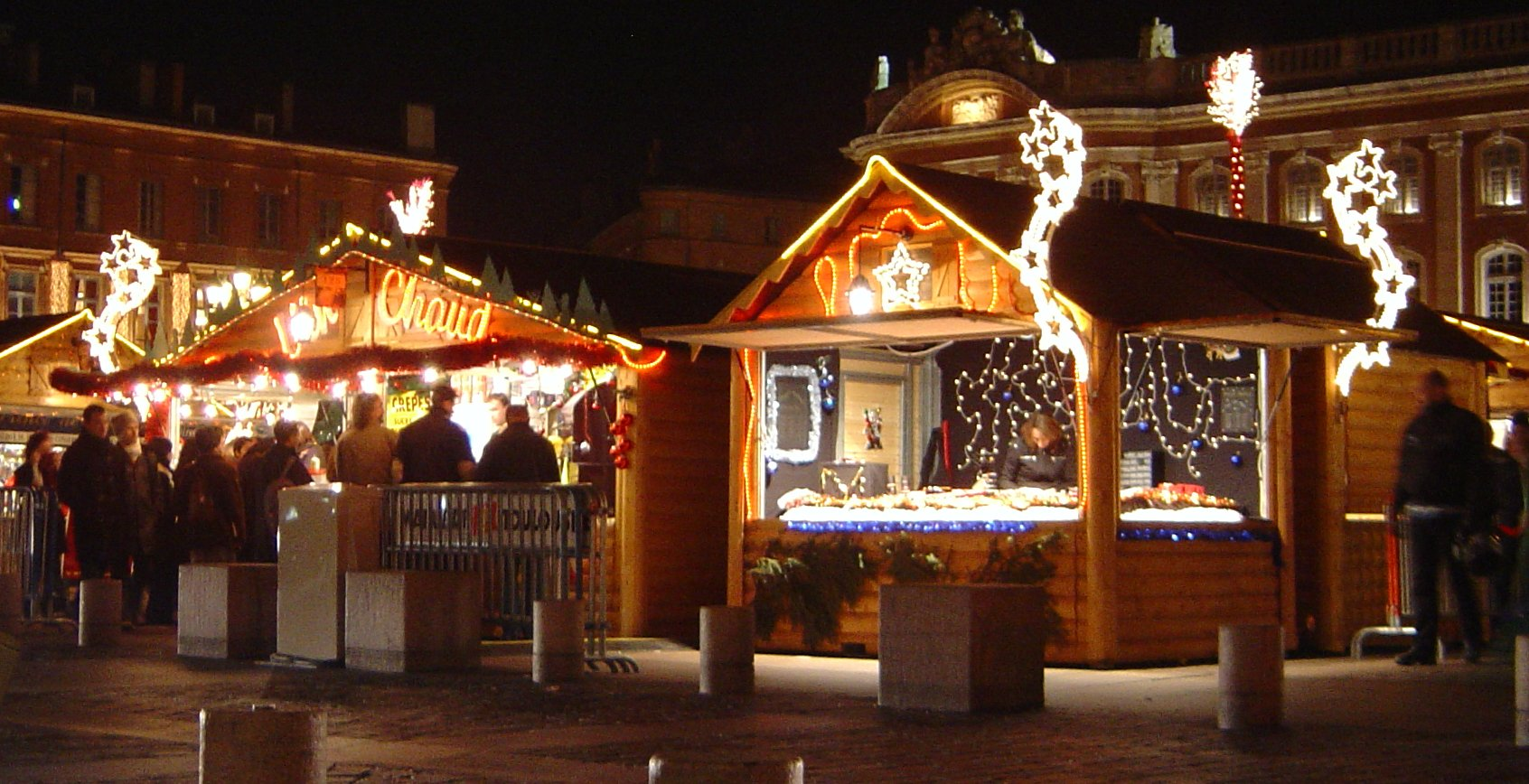
フランス、トゥールーズでのクリスマスマーケット

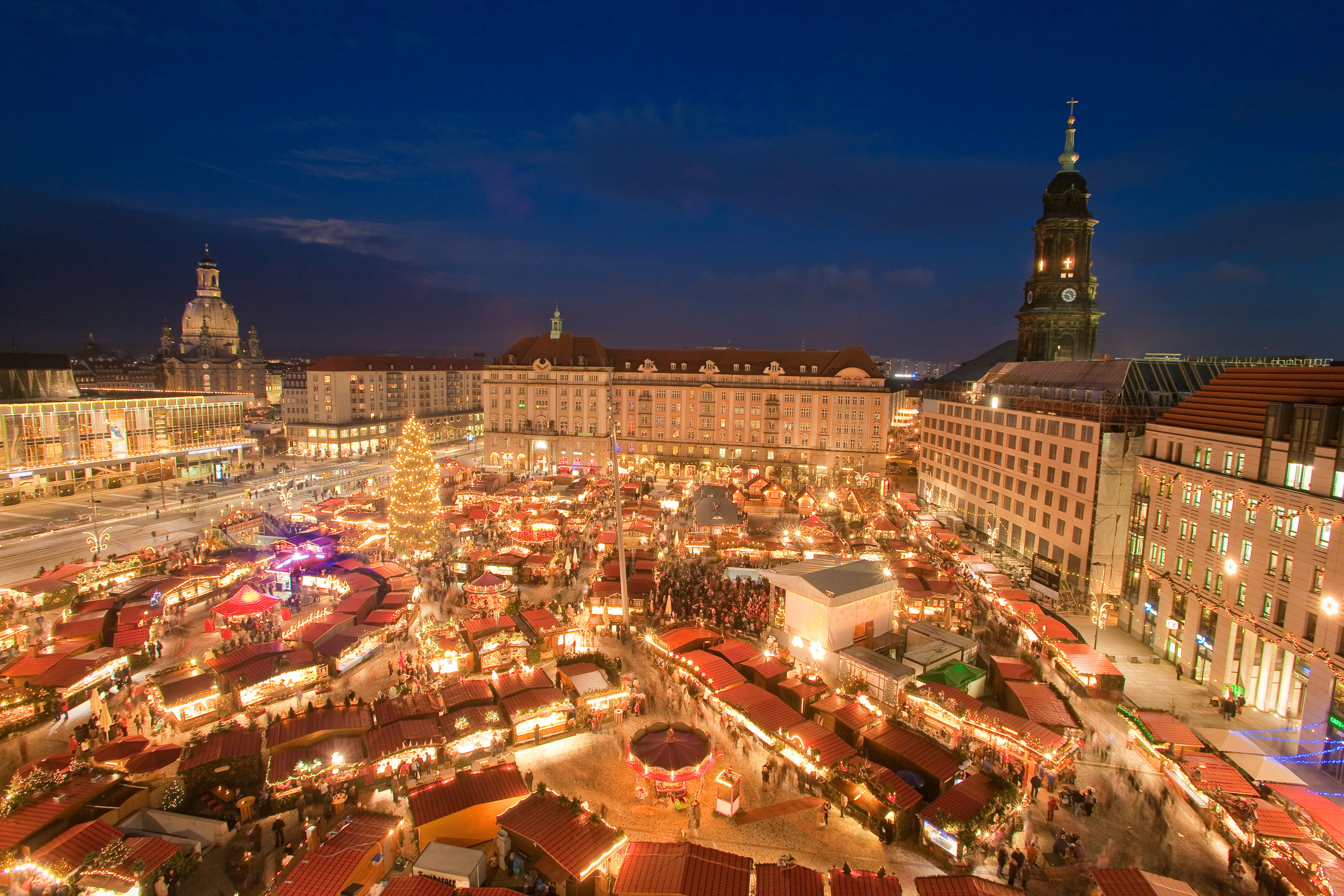
ドイツ、ドレスデンでのクリスマスマーケット

クリスマスマーケットは、ドイツやオーストリアの都市の広場で行われるイベント。ドイツ語圏ではほぼ全ての都市、小都市で行われる。夜が長く天気の悪い冬のドイツの呼び物として定着している。さらにはヨーロッパ全体、世界中の多数の国にも広まり、開催されている。通常、期間はアドベント（降臨節、待降節）の4週間である。小さな町村では一日限りのイベントという場合もある。
ドイツ語では、Weihnachtsmarkt（ヴァイナハツ・マルクト、聖夜のマーケット）と言うが、町によってはクリストキントのマーケット（ニュルンベルクのクリストキンドレス・マルクト、ウィーンのクリストキンドル・マルクト）やシュトレンのマーケット（ドレスデンのシュトリーツェル・マルクト）と呼ばれる場合もある。日本語では親しみやすい英語の「クリスマスマーケット」がよく用いられる。「クリスマス市」という表現も使われる。
大きなクリスマスマーケットでは、広場の中心に巨大なクリスマスツリーやクリスマスピラミッド、キリスト生誕像が設置され、この周囲でホットワインやホットチョコレートが売られる。その周囲には日本の縁日のように、広場や通りに出店が並び、簡単な食事や、オーナメントや蝋燭などの土産物が売られる。中には台所用品など実用品、切り出したモミの木などを売る店もある。出店は日本のそれよりもずっと大きく、木造のプレハブ家屋のような作りになっている。メリーゴーランドや観覧車なども設置される。ドイツの冬場は高緯度であることから、夜が長く天気が悪いので、華やかなライトアップがほどこされる。出店は12月24日の正午ごろにはそのシーズンの営業を終え、一般的には1月6日（東方の三博士の日）以降に撤去される。

## 起源
クリスマスマーケットは、ドイツやオーストリアが発祥である。最古のクリスマスマーケットについては諸説あり、確定していない。主な説に、1296年のウィーン説、1310年のミュンヘン説、1384年のバウツェン説、1393年のフランクフルト説、1434年のドレスデン説があるがある。
ドイツでは、教会は宗教的な記念日には必ずマーケットを開いており、なかでも冬に開かれるものが最も盛大で、地元の職人たちが陶器や肉、パンなどを売り、砂糖がそれほど高価でなければ甘い菓子なども売られた。産業革命後、労働者階級が台頭し、人々の暮らしが豊かになったことで、クリスマスマーケットは規模を拡大。ベルリンでは、1805年に303の屋台しか出ていなかったが、1840年にはそれが約600にまで増えていたが、19世紀末、繁華街に新しくできた百貨店のオーナーなどの資本家階級はクリスマスマーケットに反発を抱くようになり、競争を排除するためにマーケットの締め出しに乗り出し、ベルリンからニュルンベルクまで、クリスマスマーケットは街の中心部から追い出され、街の外で数十年間細々と開催されるようになった。しかし、1930年代、ナチス政権によってクリスマスマーケットは再びドイツ各地で街の中心部に返り咲く。1933年にアドルフ・ヒトラーがドイツ国首相に就任すると、ナチスはすぐさま、クリスマスを宗教的祝日からドイツの遺産を称える国粋主義的行事に変えるため動き出した。キリスト誕生の場面にナチスの画像が挿入されたり、アドベントカレンダーに党のプロパガンダが入れられたり、「きよしこの夜」などの讃美歌は、キリスト教色のない歌詞に書き換えられたりした。マーケットの初日には開会式が催され、天使のような姿をした「クリストキント（幼子キリスト）」というマスコットが登場した。以降、毎年このクリストキント役に選ばれるのは、決まって地元に住む金髪碧眼の少女だった。ベルリンもその翌年にクリスマスマーケットを再開し、ナチスの指導者だったヨーゼフ・ゲッベルスが開会演説を行った。ニュルンベルクでも、ナチ党の市長だったヴィリー・リーベルが1933年に、街外れに追いやられていたクリスマスマーケットを街の中心部へと戻した。
のちにはドイツ系の移民たちがこの習慣を、イギリスやアメリカ合衆国へもたらした。

## 日本国内の主なクリスマスマーケット

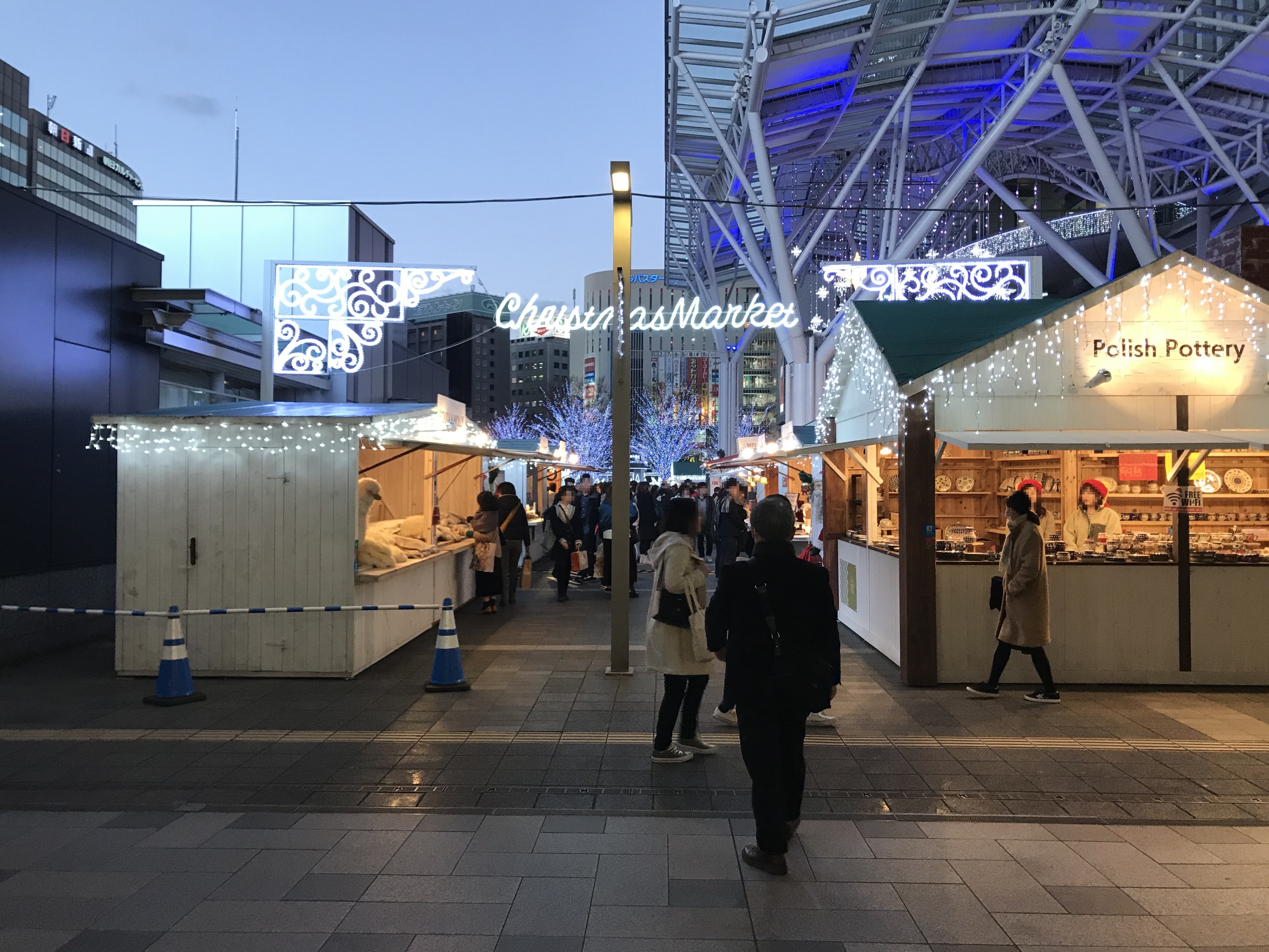
博多駅前のクリスマスマーケット

- ミュンヘン・クリスマス市 in Sapporo（北海道札幌市・大通公園）
- クリスマスマーケット&キャンドルナイトin旭川（北海道旭川市・市民活動交流センターCoCoDe）解説HP
- 釧路フィッシャーマンズワーフMOOクリスマス市（北海道釧路市・釧路フィッシャーマンズワーフMOO）公式HP
- TOKOMURO Labのクリスマスマーケット（北海道十勝郡浦幌町・常室ラボ）解説HP
- クリスマスマーケット in アスパム[9]（青森県青森市・アスパム）
- 東京スカイツリー タウンドリームクリスマス（東京都墨田区・東京スカイツリー）
- 六本木ヒルズ アーテリジェントクリスマス（東京都港区・六本木ヒルズ）
- 東京クリスマスマーケット（東京都新宿区・明治神宮外苑）
- クリスマスマーケット in 横浜赤レンガ倉庫（神奈川県横浜市・横浜みなとみらい21）
- 名古屋クリスマスマーケット（愛知県名古屋市・久屋大通公園）
- ベルギークリスマスマーケット in セントレア -（愛知県常滑市・中部国際空港（セントレア））
- ドイツ・クリスマスマーケット（大阪府大阪市・梅田スカイビル）
- 光のヒンメリと北欧クリスマスマーケット（大阪府大阪市・阪急百貨店うめだ本店）
- クリスマスマーケット in 光の街・博多（福岡県福岡市・JR博多シティ）
- クリスマスマーケット天神（福岡県福岡市・福岡市役所前広場）
- クリスマスマーケット in パサージュ（福岡県福岡市・パサージュ広場）
- 光のクリスマスマーケット（長崎県佐世保市・ハウステンボス）
- クリスマスマーケット熊本（熊本県熊本市・花畑広場）
- 鹿児島クリスマスマーケット（鹿児島県鹿児島市・アミュプラザ鹿児島）

## ヨーロッパのクリスマスマーケット
- ブダペストのクリスマスマーケット（ハンガリー）
- メッツのクリスマスマーケット（フランス）
- モンベリアールクリスマスマーケット（フランス）
- ウィーンのクリスマスマーケット（オーストリア）
- バーゼルのクリスマスマーケット（スイス）
- プラハのクリスマスマーケット（チェコ）
- トリーアクリスマスマーケット（ドイツ）
- ケルンのクリスマスマーケット（ドイツ）
- クラヨバのクリスマスマーケット（ルーマニア）
- ブリュッセルのクリスマスマーケット（ベルギー）

## ギャラリー

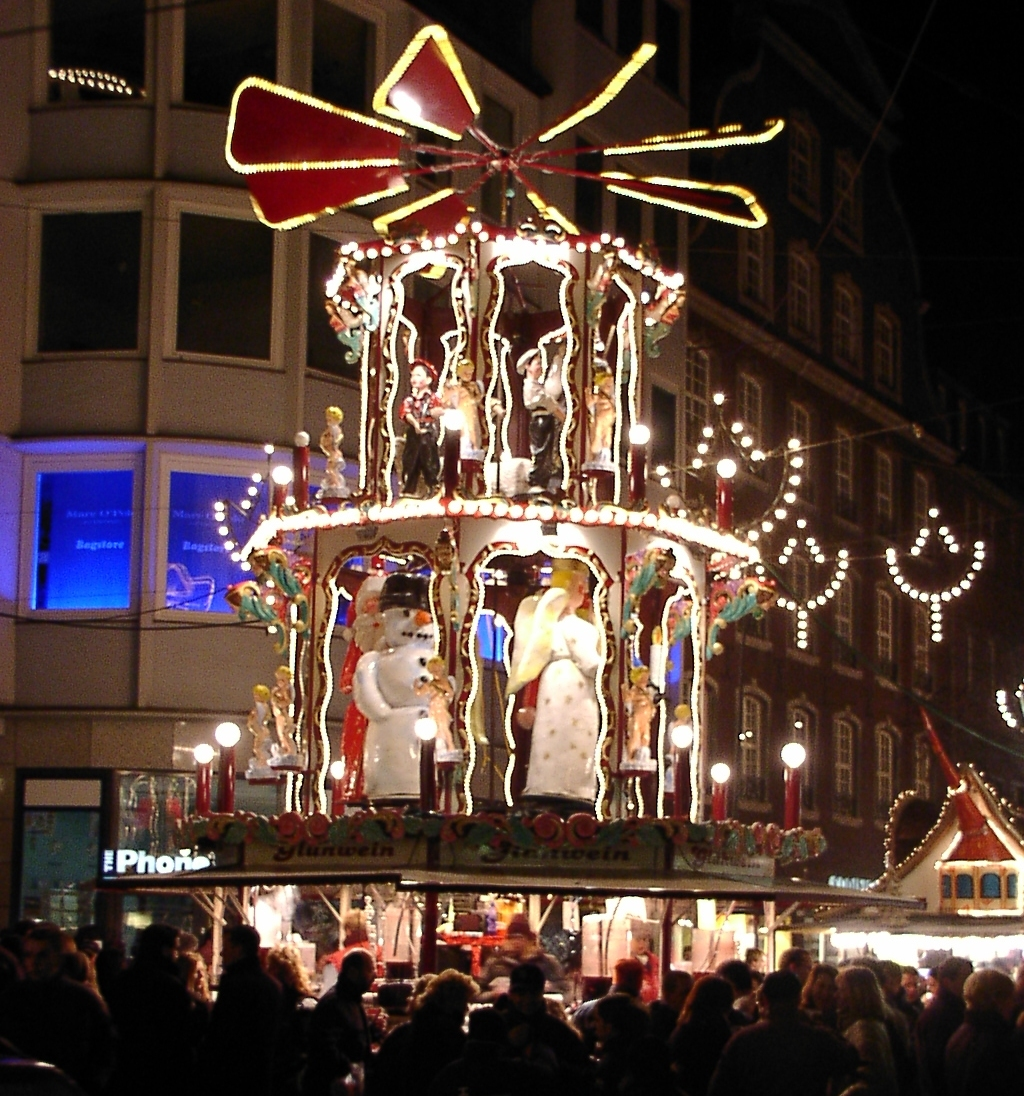
デュッセルドルフのクリスマスマーケットの出し物の一つであるクリスマスピラミッド。
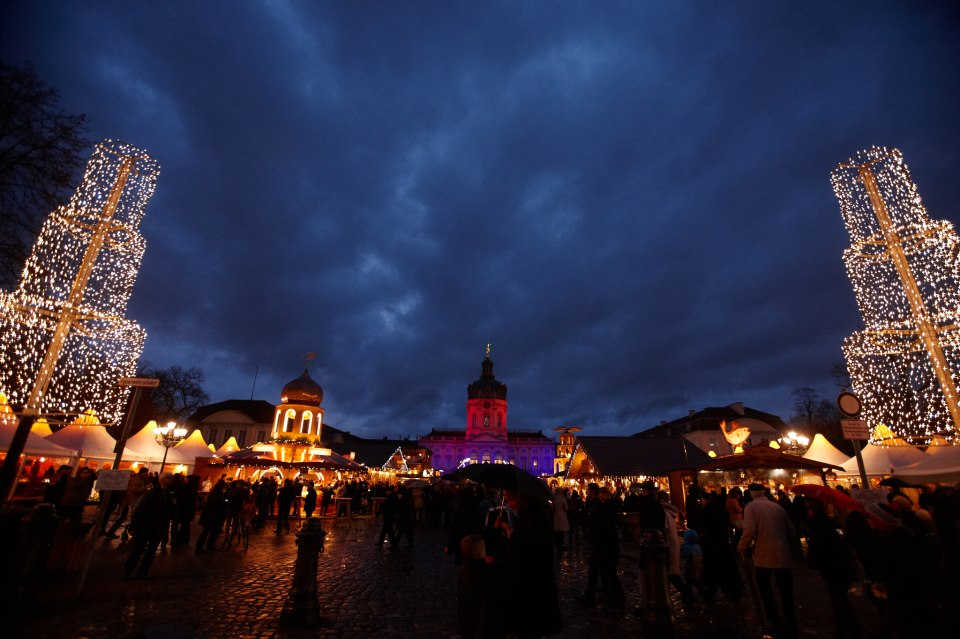
ドイツ、ベルリン シャルロッテンブルク宮殿でのクリスマスマーケット。
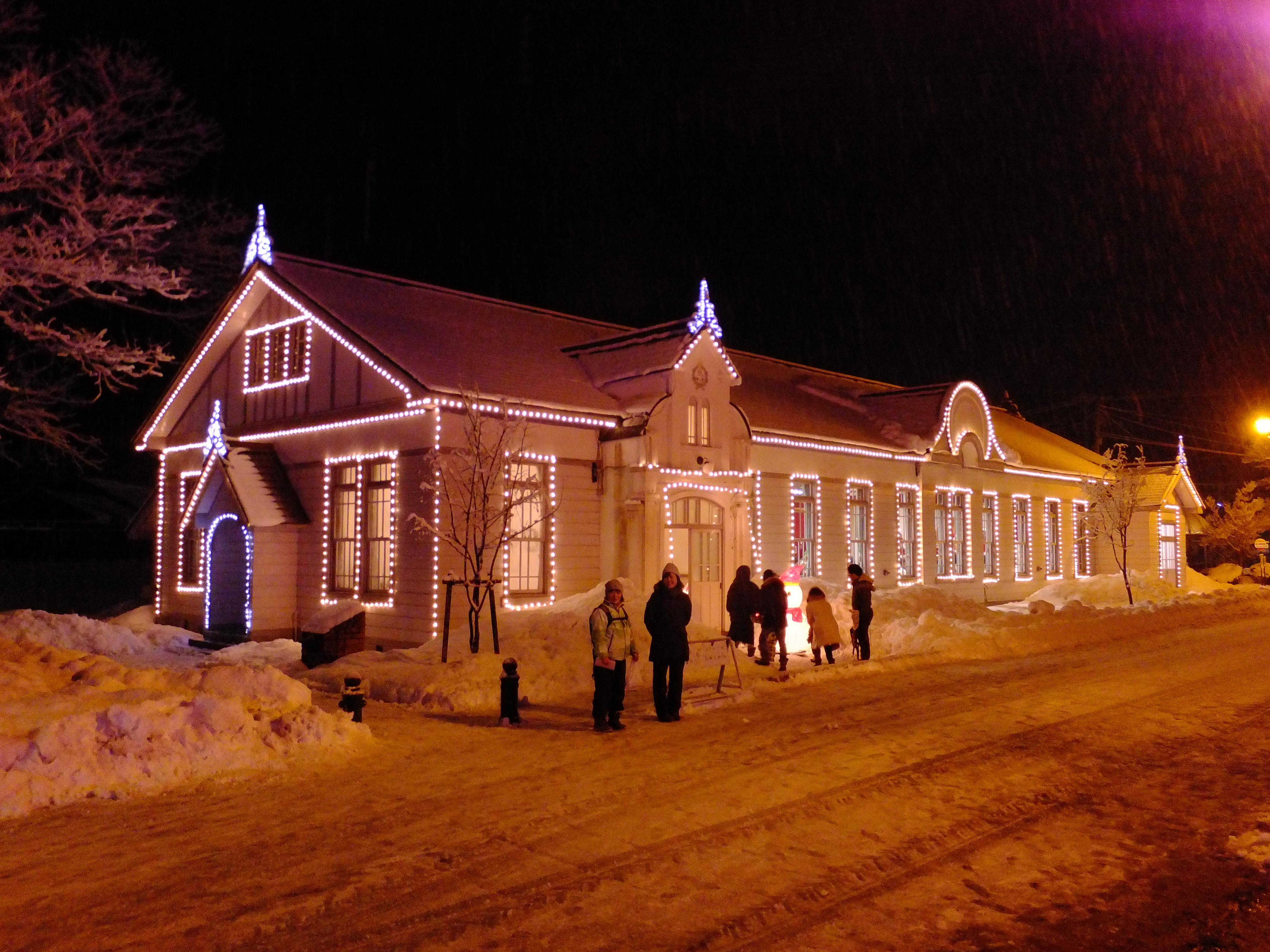
秋田県鹿角郡小坂町で開かれる小坂クリスマスマーケット。

## 関連作品
- 見市知 著 『ドイツ クリスマスマーケットめぐり（私のとっておき）』 産業編集センター、2012年、ISBN 978-4-863-11076-2
- 沖島博美 著 『ドイツクリスマスマーケット案内』 河出書房新社、2015年、ISBN 978-4-309-22641-5